# تل محمد یکه رو
تل محمد یکه رو مربوط به دوران پیش از تاریخ ایران باستان است و در شهرستان بیضا، بخش بیضاء، روستای هفت خوان واقع شده و این اثر در تاریخ ۱۲ بهمن ۱۳۸۱ با شمارهٔ ثبت ۷۱۷۸ به‌عنوان یکی از آثار ملی ایران به ثبت رسیده است.